# Jan ten Brink

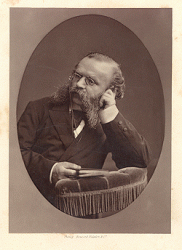
Ten Brink

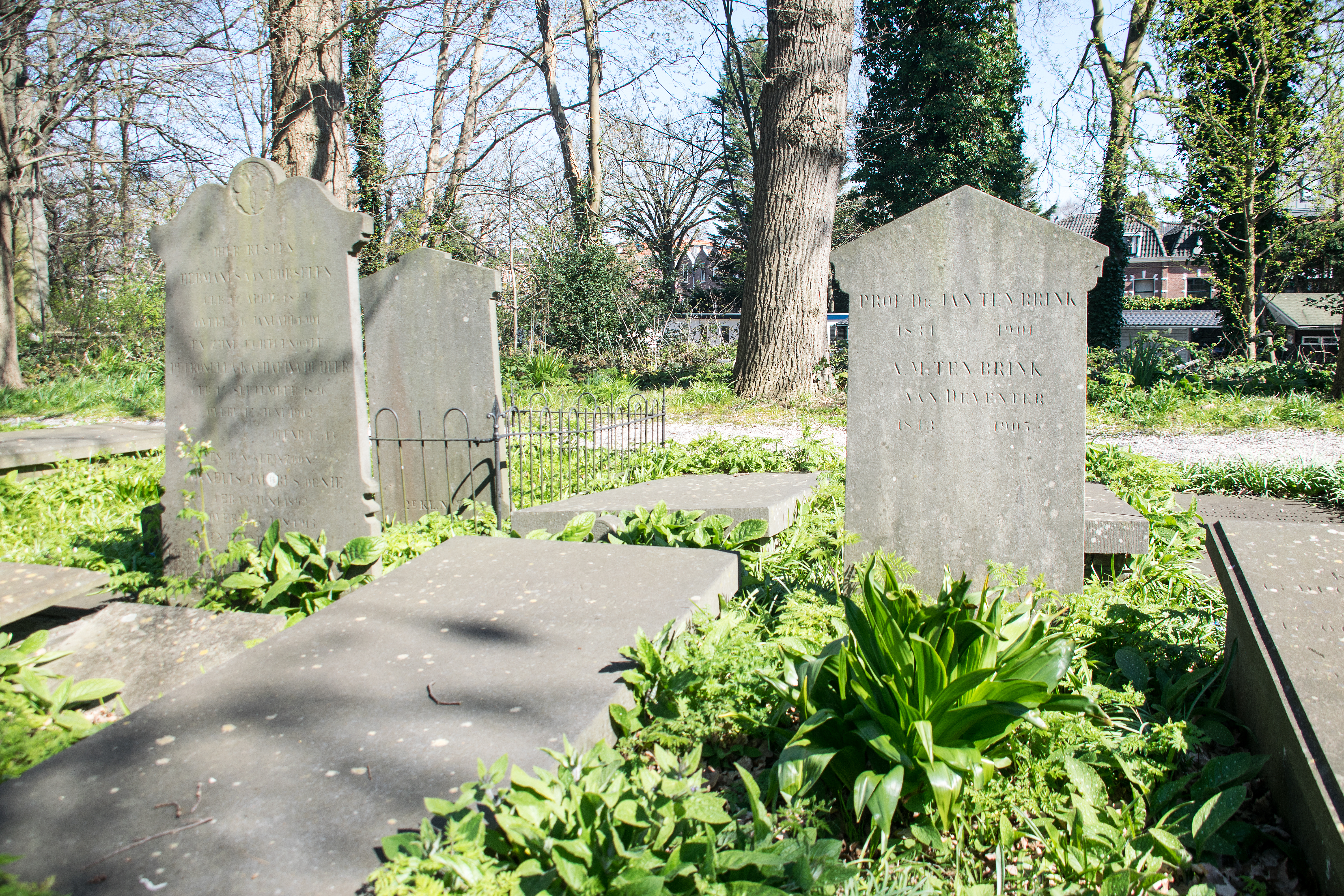
Graf Jan ten Brink (1834-1901), begraafplaats Groenesteeg te Leiden

Jan ten Brink (Appingedam, 15 juni 1834 – Leiden, 19 juli 1901) was een Nederlandse theoloog, letterkundige, schrijver en hoogleraar.

## Biografie
Jan ten Brink was een van de negen kinderen van de rector van het gymnasium te Appingedam (jaren later verwerkte hij gebeurtenissen uit zijn jeugd in de roman De familie Muller Belmonte, 1880). Hij studeerde aan de Utrechtse universiteit en werd reeds in 1857 bekroond voor zijn geschrift De aesthetische waarde van Brederôo's dramatischen arbeid. Hij promoveerde in de theologie in 1860 en toonde zich vooral geïnteresseerd in de moderne theologie van C.W. Opzoomer. Hij werkte vervolgens als huisonderwijzer in Batavia, van waaruit hij een reis over het Nederlands-Indische eiland Java ondernam (beschreven in zijn werk Op de grenzen der Preanger, Amsterdam, 1861). Na zijn terugkeer in 1862 werd Ten Brink leraar in de Nederlandse taal in Den Haag, eerst aan het Gymnasium Haganum. Toen twee jaar later de Hoogere Burger School aan het Bleijenburg 38 werd opgericht, zette hij daar zijn carrière voort. Marcellus Emants, Leo Simons, Louis Couperus en Frans Netscher behoorden tot zijn leerlingen.
In 1884 werd Jan ten Brink hoogleraar in de Nederlandse letterkunde aan de Rijksuniversiteit in Leiden. Als vooraanstaand lid van de Maatschappij der Nederlandse Letterkunde verwierf hij zich een sleutelpositie in het Nederlands letterkundig leven. Hij hield vele causerieën over letterkundige onderwerpen en was redacteur van de literaire bladen De Kunstkronijk, de Nederlandsche Kunstbode en Nederland. Ook publiceerde hij van 1893 tot 1901 feuilletons in het dagblad De Telegraaf onder de verzameltitel Uit de republiek der letteren.

## Waardering
Ten Brink geldt als een vertegenwoordiger van de oude stempel. Zijn belangrijke positie in het letterkundige leven was vooruitstrevende literatoren als Conrad Busken Huet en vooral de Tachtigers (die zijn "dwaze praatjes" aanvielen in De Nieuwe Gids) een doorn in het oog. Hij had sonnetten uit de Mathilde-cyclus, door Jacques Perk aangeboden aan het tijdschrift Nederland, geweigerd. Toch heeft hij door zijn inspirerende lessen en zijn kennis van het naturalisme van onder meer Émile Zola invloed uitgeoefend op het werk van zijn leerlingen Emants en Couperus.
In zijn fictioneel proza legde hij zich toe op een nauwkeurige weergave van de werkelijkheid, maar anders dan de naturalisten vermeed hij literair realisme en psychologische analyses van zijn personages. Het meeste succes had hij met zijn rake typeringen van Oost-Indische dames en heeren en van het kleinsteedse familieleven in zijn roman De familie Muller Belmonte. Deze laatste is geïnspireerd door belevenissen uit zijn eigen jeugd in zijn geboorteplaats Appingedam ("Osterwolde").

## Persoonlijk
- Jan ten Brink is op 15 augustus 1866 in Den Haag getrouwd met Anna Maria van Deventer (Breda, 4 januari 1843 – Haarlem, 3 februari 1905).[1] Zij kregen drie dochters en drie zoons. Jan en Anna Maria zijn begraven op de begraafplaats Groenesteeg in Leiden.[2]
- Zijn broer Albertus Jan ten Brink (Appingedam, 30 januari 1836 – Den Haag, 22 oktober 1917) was ook letterkundige en schrijver.